# Brent Rooker
Terry Brent Rooker (Germantown, Tennessee, 1 de noviembre de 1994), más conocido como Brent Rooker, es un jugador profesional estadounidense de béisbol que se desempeña en la posición de jardinero izquierdo en Oakland Athletics, equipo de las Grandes Ligas de Béisbol (MLB). Logró obtener un Bate de Plata.

## Carrera
Rooker jugó como profesional dos temporadas en Minnesota Twins (2020-2021), después pasó a San Diego Padres (2022), luego a Kansas City Royals (2022), posteriormente a Oakland Athletics, donde lleva jugando dos temporadas.

## Premios
Fue galardonado con el Bate de Plata en una oportunidad (2024).